# Stanleys Gård
Stanleys Gård et er palæ i Overgaden oven Vandet 6 på Christianshavn, København. Ejendommen blev opført 1755-56 for billedhugger Simon Carl Stanley, som var Holmens mestersbilledhugger og professor ved Kunstakademiet. Han var formentlig selv husets arkitekt.
Ifølge bevarede dokumenter kunne huset i december 1755, nær færdiggørelsen, forsikres for 4.600 rdl. i Brandkassen. Bygningen, der er i rokokostil, stod oprindeligt kun med midtpartiet i fuld højde, mens sidepartierne kun omfattede stueetagen. Det trefløjede Palladio-vindue er et engelsk indslag, der er en fremmed fugl i dansk arkitektur, hvorimod resten af huset følger danske traditioner og er præget af Nicolai Eigtveds stil med lisene-inddeling af facaden. 1783 blev sidefløjene forhøjet, således at huset nu har ensartet højde og forbindes af et mansardtag tækket med sortglaserede tegl. Husets hovedfacade har 9 fag.
Palæet har været fredet siden 1918.